# Cesare Mori
Cesare Mori (22 de dezembro de 1871 – 5 de julho de 1942) foi um prefeito (prefetto) antes e durante o período do Fascismo Italiano. Ele é conhecido na Itália como o "Prefeito de Ferro" (Prefetto di Ferro) devido às suas campanhas de mão de ferro contra a Máfia Siciliana na segunda metade da década de 1920.
Mori se descrevia como um Fascista e escreveu com admiração sobre a eficácia do Partido Nacional Fascista e de Benito Mussolini em várias ocasiões em seus relatos na Sicília: "O que causou o esgotamento dos esforços indubitáveis feitos no passado foi um sentimento de apatia, nas mentes das pessoas, que parecia refratário mesmo a estímulos incomuns. Não era uma realidade, não era um fato, mas um sentimento; ainda assim, o passado estava infectado e dominado por isso até o dia em que, com a chegada do Fascismo, o próprio Duce quebrou o feitiço maligno". Mori também é conhecido por ser o primeiro a destruir a influência da Máfia dentro da Itália. O filme de 1977 Il prefetto di ferro, dirigido por Pasquale Squitieri, é sobre sua luta contra a Máfia quando era prefeito na Sicília.

## Primeiros anos
Mori nasceu em Pavia, na Lombardia, cresceu em um orfanato e foi reconhecido por seus pais biológicos apenas em outubro de 1879, aos sete anos de idade. Ele estudou na Academia Militar de Turim. No entanto, casou-se com uma jovem, Angelina Salvi, que não tinha o dote estipulado pelas normas militares da época, e teve que se demitir. Ingressou na polícia, servindo primeiro em Ravenna, depois em Castelvetrano, na província de Trapani (Sicília) – onde ganhou fama ao capturar o bandido Paolo Grisalfi – antes de se mudar para Florença em 1915 como vice-questor.

Após o fim da Primeira Guerra Mundial, a situação da criminalidade siciliana piorou quando veteranos de guerra se juntaram a gangues de bandidos. Em 1919, Mori foi enviado de volta à Sicília como chefe de forças especiais contra o banditismo. Em suas operações, Mori destacou-se por seus métodos enérgicos e radicais. Em Caltabellotta, prendeu mais de 300 pessoas em uma única noite. A imprensa escreveu sobre um "golpe mortal à Máfia", mas Mori disse a um membro de sua equipe:
Essas pessoas ainda não entenderam que bandidos e a Máfia são duas coisas diferentes. Nós atingimos o primeiro, que é sem dúvida o aspecto mais visível da criminalidade siciliana, mas não o mais perigoso. O verdadeiro golpe mortal à Máfia será dado quando formos capazes de fazer operações não apenas entre as Figurino:) mas nas prefeituras, delegacias, mansões de empregadores, e por que não, em alguns ministérios.
Em 1920, retornou ao continente e serviu em Turim como questor, seguido por Roma e Bolonha. Em 1921, foi prefeito de Bolonha e foi um dos poucos membros das forças da lei e da ordem a se opor ao squadrismo, a violência organizada do movimento fascista. Mori foi removido e enviado para Bari. Ele se aposentou com sua esposa em Florença em 1922, quando o líder fascista Benito Mussolini assumiu o governo após a Marcha sobre Roma.

## Nomeação na Sicília
Sua reputação como homem de ação levou ao seu retorno ao serviço ativo em 1924 pelo Ministro do Interior, Luigi Federzoni. No mesmo ano, Mori ingressou no Partido Fascista.

Ele foi nomeado prefeito de Trapani. Chegando em junho de 1924, permaneceu lá até 20 de outubro de 1925, quando Mussolini o nomeou prefeito de Palermo, com poderes especiais sobre toda a ilha da Sicília e a missão de erradicar a Máfia por quaisquer meios possíveis. Em um telegrama, Mussolini escreveu para Mori:
Sua Excelência tem plenos poderes, a autoridade do Estado deve absolutamente, repito, absolutamente, ser restabelecida na Sicília. Se as leis atualmente em vigor o impedirem, isso não será problema, faremos novas leis.
Diz-se que a campanha de Mussolini contra a Máfia começou após uma visita oficial à Sicília em maio de 1924, durante a qual ele se sentiu insultado pelo mafioso Francesco Cuccia, que proclamou publicamente que Mussolini não precisava de escolta policial porque a mera presença de Cuccia o protegeria. Mussolini sentiu-se humilhado e indignado. No entanto, segundo o estudioso Christopher Duggan, a razão era mais política do que pessoal. A Máfia ameaçava e minava seu poder na Sicília, e uma campanha bem-sucedida o fortaleceria como o novo líder, legitimando e fortalecendo seu governo.

## Luta contra a Máfia

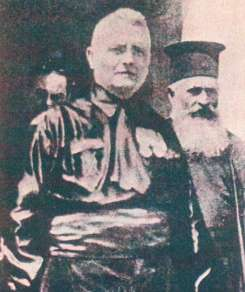
Mori com camisa preta

Mori assumiu seu posto em Palermo em novembro de 1925 e permaneceu no cargo até 1929. Nos primeiros dois meses, prendeu mais de quinhentos homens, um número que só cresceu nos anos seguintes. Em janeiro de 1926, ele realizou o que provavelmente foi sua ação mais famosa, a ocupação da vila de Gangi, um reduto de várias gangues criminosas. Usando carabinieri e forças policiais, ordenou buscas de casa em casa, capturando bandidos, membros da Máfia de pequeno porte e vários suspeitos que estavam foragidos. Devido à natureza da máfia, foi forçado a coletar discretamente grandes quantidades de provas e, posteriormente, fazer prisões em massa para evitar que muitos mafiosos se escondessem. Como ele poeticamente afirma, "Essas operações foram realizadas em grande número e em larga escala: e a rapidez com que se sucederam e a precisão das provas nas quais se basearam estrangularam completamente as associações criminosas que por tantos anos floresceram com impunidade. E toda a ilha cantou um hino de libertação". Essas prisões em massa lhe renderam o apelido de "Prefeito de Ferro".
Mori entendia a base do poder da Máfia. Para derrotar o fenômeno, ele achava necessário "forjar um vínculo direto entre a população e o Estado, anular o sistema de mediação pelo qual os cidadãos não podiam se aproximar das autoridades exceto por meio de intermediários..., recebendo como favor o que lhes é devido como direito." Os métodos de Mori às vezes eram semelhantes aos da Máfia. Ele não apenas prendia os bandidos, mas também procurava humilhá-los. Se ele pudesse exibir uma autoridade central forte para rivalizar com a Máfia, as pessoas veriam que a Máfia não era sua única opção de proteção. Ele frequentemente encontrava evidências de como a Máfia operava e apreendia suas propriedades e gado.
As investigações de Mori trouxeram evidências de conluio entre a Máfia e membros influentes do aparato estatal e do Partido Fascista. Sua posição, no entanto, tornou-se mais precária. Cerca de 11 000 prisões são atribuídas ao governo de Mori em Palermo. Isso levou a uma quantidade massiva de papelada para preparar os julgamentos, o que pode ter sido parcialmente responsável por sua demissão.
Mussolini já havia nomeado Mori como senador em 1928, e em junho de 1929 ele foi dispensado de suas funções. A propaganda fascista anunciou orgulhosamente que a Máfia havia sido derrotada.

## Últimos anos
Como senador, Mori continuou a acompanhar de perto os assuntos sicilianos e assegurou-se de estar sempre bem-informado; mas ele já não tinha muita influência política. Ele escreveu suas memórias em 1932. Cinco anos depois, expressou abertamente preocupações sobre a nova aliança de Mussolini com Adolf Hitler, e foi isolado dentro do Partido Fascista a partir de então. Ele se aposentou em Udine em 1941 (embora nunca tenha deixado formalmente o senado), e morreu em Udine um ano depois. Nessa altura, ele era uma figura amplamente esquecida em um país preocupado com a Segunda Guerra Mundial.

## Impacto
Na época e desde então, a percepção geral foi de que Mori havia esmagado a Máfia. A taxa de homicídios da Sicília caiu drasticamente no início dos anos 1930. O pentito Antonio Calderone disse que a repressão de Mori atingiu duramente a Máfia. Alguns mafiosos fugiram e se mudaram para o exterior (especialmente para os Estados Unidos), como Joseph Bonanno. Outros mafiosos permaneceram na Sicília e entregaram seus companheiros mafiosos (ou bandidos de baixo escalão) à polícia ou simplesmente ficaram quietos e procuraram acomodação com as autoridades fascistas até o fim do regime na Itália.

Com a invasão da Sicília em 1943 e o colapso do regime fascista, a Máfia se restabeleceu, às vezes com a ajuda ou ignorância do Governo Militar Aliado dos Territórios Ocupados (AMGOT). AMGOT precisava do apoio das elites locais para governar. Por causa de sua autoridade local, seu histórico de perseguição sob o regime fascista e sua disposição em cooperar com os Aliados, mafiosos notórios como Calogero Vizzini e Giuseppe Genco Russo foram nomeados para chefiar administrações locais em muitas das cidades do oeste da Sicília. Segundo o jornalista Michele Pantaleone:
No início da Segunda Guerra Mundial, a Máfia havia minguado para alguns grupos isolados e dispersos e poderia ter sido completamente eliminada se os problemas sociais da ilha tivessem sido resolvidos... a ocupação aliada e a subsequente restauração lenta da democracia reinstalou a Máfia com todo o seu poder, colocando-a novamente no caminho para se tornar uma força política, e devolveu à Onorata Società as armas que o Fascismo havia tirado dela.
O político neo-fascista Giorgio Almirante escreveu no Il Borghese na década de 1970 que a sociedade siciliana foi realmente transformada pela destruição total da Máfia nos anos 1930, mas a destruição da Segunda Guerra Mundial e a imposição do "antifascismo", que criticava tudo o que o Fascismo havia alcançado, mesmo contra mafiosi, junto com o retorno dos chefes da Máfia (patrocinados pelos Aliados), que haviam se refugiado nos Estados Unidos, foram responsáveis pelo ressurgimento da Máfia na Sicília do pós-guerra.

No entanto, alguns escritores hoje questionaram a eficácia e o valor dos métodos usados por Mori contra a Máfia. Embora seus métodos fossem certamente eficazes, pelo menos a curto prazo, Timothy Newark escreveu que eles se concentravam principalmente nos criminosos de pequeno porte da Sicília e deixavam os grandes chefes, os verdadeiros chefes da Máfia, relativamente ilesos, o que levou a Máfia à clandestinidade, mas não conseguiu erradicá-la. Judith Chubb diz: "O Fascismo conseguiu eliminar a Máfia como organização criminosa ao fornecer um substituto mais eficiente. Conseguiu monopolizar o poder político e o uso da violência sem, no entanto, transformar as condições sociais e econômicas em que a Máfia havia florescido. Não foi surpresa, portanto, que a Máfia ressurgisse assim que o Fascismo caiu".

## Na cultura popular
No romance Il giorno della civetta de Leonardo Sciascia, de 1961, o personagem principal, um capitão dos Carabinieri, recorda a grande popularidade dos resultados de Mori entre o povo siciliano comum, e a nostalgia generalizada pelo Fascismo entre eles na época. A campanha de Mori contra a Máfia foi tema do filme de 1977, Il prefetto di ferro, dirigido por Pasquale Squitieri, estrelado por Giuliano Gemma e Claudia Cardinale, com música de Ennio Morricone. Em 2012, a emissora pública italiana RAI produziu Cesare Mori - Il prefetto di ferro.

## Autobiografia
- Mori, Cesare (1933), A última luta com a Máfia, Londres/Nova York: Putnam